# Campionatul Mondial de Fotbal 2014 – Grupa G
Grupa G a Campionatului Mondial de Fotbal 2014 este alcătuită din Germania, Portugalia, Ghana și Statele Unite. Meciurile au început pe 16 iunie și s-au încheiat pe 26 iunie 2014.

## Echipele
| Poziția           | Echipa                     | Metoda de calificare                  | Data calificării   | Apariții la turnee finale | Ultima apariție | Cea mai bună clasare            | Clasamentul FIFA | Clasamentul FIFA |
| Poziția           | Echipa                     | Metoda de calificare                  | Data calificării   | Apariții la turnee finale | Ultima apariție | Cea mai bună clasare            | octombrie 2013   | iunie 2014       |
| ----------------- | -------------------------- | ------------------------------------- | ------------------ | ------------------------- | --------------- | ------------------------------- | ---------------- | ---------------- |
| G1 (cap de serie) | Germania                   | Câștigătoarea Grupei C UEFA           | 11 octombrie 2013  | 18                        | 2010            | Câștigătoare (1954, 1974, 1990) | 2                | 2                |
| G2                | Portugalia                 | Câștigătoarea play-off-ului UEFA      | 19 noiembrie 2013  | 6                         | 2010            | Locul trei (1966)               | 14               | 4                |
| G3                | Ghana                      | Câștigătoarea Rundei a Treia CAF      | 19 noiembrie 2013  | 3                         | 2010            | Sfert-finalistă (2010)          | 23               | 37               |
| G4                | Statele Unite ale Americii | Câștigătoarea rundei a patra CONCACAF | 10 septembrie 2013 | 10                        | 2010            | Locul trei (1930)               | 13               | 13               |

Note
1. ↑  Clasamentul din octombrie 2013 a fost folosit pentru tragerea la sorți pentru turneul final.

## Clasament
| Legendă                                                             |
| ------------------------------------------------------------------- |
| Câștigătoarea și locul doi din grupă avansează în faza eliminatorie |

| Echipa                     | MJ | V | E | Î | GM | GP | G  | Pct |
| -------------------------- | -- | - | - | - | -- | -- | -- | --- |
| Germania                   | 3  | 2 | 1 | 0 | 7  | 2  | +5 | 7   |
| Statele Unite ale Americii | 3  | 1 | 1 | 1 | 4  | 4  | 0  | 4   |
| Portugalia                 | 3  | 1 | 1 | 1 | 4  | 7  | −3 | 4   |
| Ghana                      | 3  | 0 | 1 | 2 | 4  | 6  | −2 | 1   |

- Câștigătoarea grupei avansează și va juca contra locului doi din grupa H în optimile de finală.
- Locul doi avansează și va juca contra câștigătoarei grupei H în optimile de finală.

## Meciuri

### Germania v Portugalia
Cele două echipe s-au mai întâlnit anterior de 17 ori, inclusiv în finala mică de la Campionatul Mondial de Fotbal 2006, câștigată de Germania cu 3–1. Cea mai recentă confruntare dintre cele două echipe a avut loc în faza grupelor la Euro 2012, unde Germania a câștigat cu 1–0.
| Germania                                  | 4–0    | Portugalia |
| ----------------------------------------- | ------ | ---------- |
| Müller 12' (pen.), 45+1', 78' Hummels 32' | Raport |            |

| Germania | Portugalia |

|             |    |                  |  |     |
|             |    |                  |  |     |
| P           | 1  | Manuel Neuer     |  |     |
| FD          | 20 | Jérôme Boateng   |  |     |
| FC          | 17 | Per Mertesacker  |  |     |
| FC          | 5  | Mats Hummels     |  | 73' |
| FS          | 4  | Benedikt Höwedes |  |     |
| MDef        | 16 | Philipp Lahm (c) |  |     |
| MC          | 6  | Sami Khedira     |  |     |
| MC          | 18 | Toni Kroos       |  |     |
| ED          | 13 | Thomas Müller    |  | 82' |
| ES          | 19 | Mario Götze      |  |     |
| AC          | 8  | Mesut Özil       |  | 63' |
| Schimbări:  |    |                  |  |     |
| M           | 9  | André Schürrle   |  | 63' |
| F           | 21 | Shkodran Mustafi |  | 73' |
| A           | 10 | Lukas Podolski   |  | 82' |
| Antrenor:   |    |                  |  |     |
| Joachim Löw |    |                  |  |     |

|             |    |                       |     |     |
|             |    |                       |     |     |
| P           | 12 | Rui Patrício          |     |     |
| FD          | 21 | João Pereira          | 11' |     |
| FC          | 2  | Bruno Alves           |     |     |
| FC          | 3  | Pepe                  | 37' |     |
| FS          | 5  | Fábio Coentrão        |     | 65' |
| MDef        | 4  | Miguel Veloso         |     | 46' |
| MC          | 8  | João Moutinho         |     |     |
| MC          | 16 | Raul Meireles         |     |     |
| ED          | 17 | Nani                  |     |     |
| ES          | 7  | Cristiano Ronaldo (c) |     |     |
| AC          | 9  | Hugo Almeida          |     | 28' |
| Schimbări:  |    |                       |     |     |
| A           | 11 | Éder                  |     | 28' |
| F           | 13 | Ricardo Costa         |     | 46' |
| F           | 19 | André Almeida         |     | 65' |
| Antrenor:   |    |                       |     |     |
| Paulo Bento |    |                       |     |     |

| Omul meciului: Thomas Müller (Germania) Arbitri asistenți: Milovan Ristić (Serbia) Dalibor Đurđević (Serbia) Arbitru de rezervă: Néant Alioum (Camerun) Al cincilea oficial: Djibril Camara (Senegal) |

### Ghana v Statele Unite
Cele două echipe s-au mai întâlnit anterior în două meciuri, ambele la Campionatul Mondial, unde Ghana eliminase Statele Unite de la două turnee consecutive. În 2006, în faza grupelor, Ghana a câștigat cu 2–1, și apoi la Campionatul Mondial de Fotbal 2010, în optimile de finală, Ghana a câștigat cu 2–1 în prelungiri.
| Ghana       | 1–2    | Statele Unite ale Americii |
| ----------- | ------ | -------------------------- |
| A. Ayew 82' | Raport | Dempsey 1' Brooks 86'      |

| Ghana | Statele Unite |

| P                  | 12 | Adam Kwarasey        |       |     |
| FD                 | 4  | Daniel Opare         |       |     |
| FC                 | 19 | Jonathan Mensah      |       |     |
| FC                 | 21 | John Boye            |       |     |
| FS                 | 20 | Kwadwo Asamoah       |       |     |
| MC                 | 17 | Mohammed Rabiu       | 30'   | 71' |
| MC                 | 11 | Sulley Muntari       | 90+2' |     |
| MO                 | 10 | André Ayew           |       |     |
| AD                 | 13 | Jordan Ayew          |       | 59' |
| AC                 | 3  | Asamoah Gyan (c)     |       |     |
| AS                 | 7  | Christian Atsu       |       | 78' |
| Schimbări:         |    |                      |       |     |
| A                  | 9  | Kevin-Prince Boateng |       | 59' |
| M                  | 5  | Michael Essien       |       | 71' |
| M                  | 14 | Albert Adomah        |       | 78' |
| Antrenor:          |    |                      |       |     |
| James Kwesi Appiah |    |                      |       |     |

| P                | 1  | Tim Howard        |  |     |
| FD               | 23 | Fabian Johnson    |  |     |
| FC               | 20 | Geoff Cameron     |  |     |
| FC               | 5  | Matt Besler       |  | 46' |
| FS               | 7  | DaMarcus Beasley  |  |     |
| MDef             | 15 | Kyle Beckerman    |  |     |
| MC               | 11 | Alejandro Bedoya  |  | 77' |
| MC               | 13 | Jermaine Jones    |  |     |
| MO               | 4  | Michael Bradley   |  |     |
| AC               | 17 | Jozy Altidore     |  | 23' |
| AC               | 8  | Clint Dempsey (c) |  |     |
| Schimbări:       |    |                   |  |     |
| A                | 9  | Aron Jóhannsson   |  | 23' |
| F                | 6  | John Brooks       |  | 46' |
| M                | 19 | Graham Zusi       |  | 77' |
| Antrenor:        |    |                   |  |     |
| Jürgen Klinsmann |    |                   |  |     |

| Omul meciului: Clint Dempsey (Statele Unite) Arbitri asistenți: Mathias Klasenius (Suedia) Daniel Wärnmark (Suedia) Arbitru de rezervă: Norbert Hauata (Tahiti) Al cincilea oficial: Aden Marwa (Kenya) |

### Germania v Ghana
Cele două echipe s-au mai întâlnit în două meciuri anterioare, unul dintre ele fiind în grupa D de la Campionatul Mondial de Fotbal 2010, câștigat de Germania cu 1–0. Acest meci a fost primul de la un Campionat Mondial în care doi frați joacă ca adversari, cu Jérôme Boateng (Germania) și Kevin-Prince Boateng (Ghana); amândoi fac parte din lotul celor două echipe pentru acest Campionat Mondial.
| Germania            | 2−2    | Ghana                |
| ------------------- | ------ | -------------------- |
| Götze 51' Klose 71' | Raport | A. Ayew 54' Gyan 63' |

| Germania | Ghana |

| P           | 1  | Manuel Neuer           |  |     |
| FD          | 20 | Jérôme Boateng         |  | 46' |
| FC          | 17 | Per Mertesacker        |  |     |
| FC          | 5  | Mats Hummels           |  |     |
| FS          | 4  | Benedikt Höwedes       |  |     |
| MDef        | 16 | Philipp Lahm (c)       |  |     |
| MC          | 6  | Sami Khedira           |  | 70' |
| MC          | 18 | Toni Kroos             |  |     |
| ED          | 8  | Mesut Özil             |  |     |
| ES          | 19 | Mario Götze            |  | 69' |
| AC          | 13 | Thomas Müller          |  |     |
| Schimbări:  |    |                        |  |     |
| F           | 21 | Shkodran Mustafi       |  | 46' |
| M           | 11 | Miroslav Klose         |  | 69' |
| A           | 7  | Bastian Schweinsteiger |  | 70' |
| Manager:    |    |                        |  |     |
| Joachim Löw |    |                        |  |     |

| P                  | 16 | Fatau Dauda            |       |     |
| FD                 | 23 | Harrison Afful         |       |     |
| FC                 | 21 | John Boye              |       |     |
| FC                 | 19 | Jonathan Mensah        |       |     |
| FS                 | 20 | Kwadwo Asamoah         |       |     |
| MC                 | 11 | Sulley Muntari         | 90+4' |     |
| MC                 | 17 | Mohammed Rabiu         |       | 78' |
| ED                 | 7  | Christian Atsu         |       | 72' |
| MC                 | 9  | Kevin-Prince Boateng   |       | 52' |
| ES                 | 10 | André Ayew             |       |     |
| AC                 | 3  | Asamoah Gyan (c)       |       |     |
| Schimbări:         |    |                        |       |     |
| A                  | 13 | Jordan Ayew            |       | 52' |
| M                  | 22 | Wakaso Mubarak         |       | 72' |
| M                  | 8  | Emmanuel Agyemang-Badu |       | 78' |
| Manager:           |    |                        |       |     |
| James Kwesi Appiah |    |                        |       |     |

| Omul meciuluih: Mario Götze (Germania) Arbitri asistenți: Emerson de Carvalho (Brazilia) Marcelo van Gasse (Brazilia) Arbitru de rezervă: Víctor Hugo Carrillo (Peru) Al cincilea oficial: Rodney Aquino (Paraguay) |

### Statele Unite v Portugalia
Cele două echipe s-au mai întâlnit în 5 meciuri, inclusiv o dată în faza grupelor la Campionatul Mondial de Fotbal 2002, meci câștigat de Statele Unite cu 3–2. Fundașul portughez Pepe a fost suspendat pentru acest meci, după ce a primit un cartonaș roșu în meciul anterior cu Germania.
| Statele Unite ale Americii | 2–2    | Portugalia           |
| -------------------------- | ------ | -------------------- |
| Jones 64' Dempsey 81'      | Raport | Nani 5' Varela 90+5' |

| Statele Unite | Portugalia |

| P                | 1  | Tim Howard        |     |       |
| FD               | 23 | Fabian Johnson    |     |       |
| FC               | 20 | Geoff Cameron     |     |       |
| FC               | 5  | Matt Besler       |     |       |
| FS               | 7  | DaMarcus Beasley  |     |       |
| MC               | 15 | Kyle Beckerman    |     |       |
| MC               | 13 | Jermaine Jones    | 75' |       |
| ED               | 11 | Alejandro Bedoya  |     | 72'   |
| MO               | 4  | Michael Bradley   |     |       |
| ES               | 19 | Graham Zusi       |     | 90+1' |
| AC               | 8  | Clint Dempsey (c) |     | 87'   |
| Schimbări:       |    |                   |     |       |
| F                | 2  | DeAndre Yedlin    |     | 72'   |
| A                | 18 | Chris Wondolowski |     | 87'   |
| F                | 3  | Omar Gonzalez     |     | 90+1' |
| Antrenor:        |    |                   |     |       |
| Jürgen Klinsmann |    |                   |     |       |

| P           | 22 | Beto                  |  |     |
| FD          | 21 | João Pereira          |  |     |
| FC          | 13 | Ricardo Costa         |  |     |
| FC          | 2  | Bruno Alves           |  |     |
| FS          | 19 | André Almeida         |  | 46' |
| MDef        | 4  | Miguel Veloso         |  |     |
| MC          | 8  | João Moutinho         |  |     |
| MC          | 16 | Raul Meireles         |  | 69' |
| ED          | 17 | Nani                  |  |     |
| ES          | 7  | Cristiano Ronaldo (c) |  |     |
| AC          | 23 | Hélder Postiga        |  | 16' |
| Schimbări:  |    |                       |  |     |
| A           | 11 | Éder                  |  | 16' |
| M           | 6  | William Carvalho      |  | 46' |
| M           | 18 | Silvestre Varela      |  | 69' |
| Antrenor:   |    |                       |  |     |
| Paulo Bento |    |                       |  |     |

| Omul meciului: Tim Howard (Statele Unite) Arbitri asistenți: Hernán Maidana (Argentina) Juan Pablo Belatti (Argentina) Arbitru de rezervă: Wálter López (Guatemala) Al cincilea oficial: Leonel Leal (Costa Rica) |

### Statele Unite v Germania
Cele două echipe s-au mai întâlnit în alte nouă meciuri.
| Statele Unite ale Americii | 0–1    | Germania   |
| -------------------------- | ------ | ---------- |
|                            | Raport | Müller 55' |

| Statele Unite | Germania |

| P                | 1  | Tim Howard        |     |     |
| FD               | 23 | Fabian Johnson    |     |     |
| FC               | 3  | Omar Gonzalez     | 37' |     |
| FC               | 5  | Matt Besler       |     |     |
| FS               | 7  | DaMarcus Beasley  |     |     |
| MC               | 15 | Kyle Beckerman    | 62' |     |
| MC               | 13 | Jermaine Jones    |     |     |
| ED               | 19 | Graham Zusi       |     | 84' |
| MO               | 4  | Michael Bradley   |     |     |
| ES               | 14 | Brad Davis        |     | 59' |
| AC               | 8  | Clint Dempsey (c) |     |     |
| Schimbări:       |    |                   |     |     |
| MF               | 11 | Alejandro Bedoya  |     | 59' |
| DF               | 2  | DeAndre Yedlin    |     | 84' |
| Antrenor:        |    |                   |     |     |
| Jürgen Klinsmann |    |                   |     |     |

| P           | 1  | Manuel Neuer           |     |     |
| FD          | 20 | Jérôme Boateng         |     |     |
| FC          | 17 | Per Mertesacker        |     |     |
| FC          | 5  | Mats Hummels           |     |     |
| FS          | 4  | Benedikt Höwedes       | 11' |     |
| MDef        | 16 | Philipp Lahm (c)       |     |     |
| MC          | 7  | Bastian Schweinsteiger |     | 76' |
| MC          | 18 | Toni Kroos             |     |     |
| ED          | 8  | Mesut Özil             |     | 89' |
| ES          | 10 | Lukas Podolski         |     | 46' |
| AC          | 13 | Thomas Müller          |     |     |
| Schimbări:  |    |                        |     |     |
| A           | 11 | Miroslav Klose         |     | 46' |
| M           | 19 | Mario Götze            |     | 76' |
| M           | 9  | André Schürrle         |     | 89' |
| Antrenor:   |    |                        |     |     |
| Joachim Löw |    |                        |     |     |

| Omul meciului: Thomas Müller (Germania) Arbitri asistenți: Abduxamidullo Rasulov (Uzbekistan) Bakhadyr Kochkarov (Kîrgîzstan) Arbitru de rezervă: Néant Alioum (Camerun) Al cincilea oficial: Djibril Camara (Senegal) |

### Portugalia v Ghana
Cele două echipe nu s-au mai întâlnit niciodată anterior.
| Portugalia                  | 2–1    | Ghana    |
| --------------------------- | ------ | -------- |
| Boye 31' (a.g.) Ronaldo 80' | Raport | Gyan 57' |

| Portugalia | Ghana |

| P           | 22 | Beto                  |       | 89' |
| FD          | 21 | João Pereira          |       | 61' |
| FC          | 3  | Pepe                  |       |     |
| FC          | 2  | Bruno Alves           |       |     |
| FS          | 4  | Miguel Veloso         |       |     |
| MDef        | 6  | William Carvalho      |       |     |
| MC          | 8  | João Moutinho         | 90+4' |     |
| MC          | 20 | Ruben Amorim          |       |     |
| ED          | 17 | Nani                  |       |     |
| ES          | 7  | Cristiano Ronaldo (c) |       |     |
| AC          | 23 | Éder                  |       | 69' |
| Schimbări:  |    |                       |       |     |
| M           | 18 | Silvestre Varela      |       | 61' |
| M           | 10 | Vieirinha             |       | 69' |
| P           | 1  | Eduardo               |       | 89' |
| Antrenor:   |    |                       |       |     |
| Paulo Bento |    |                       |       |     |

| P                  | 16 | Fatau Dauda            |     |     |
| FD                 | 23 | Harrison Afful         | 39' |     |
| FC                 | 21 | John Boye              |     |     |
| FC                 | 19 | Jonathan Mensah        |     |     |
| FS                 | 20 | Kwadwo Asamoah         |     |     |
| MC                 | 17 | Mohammed Rabiu         |     | 76' |
| MC                 | 8  | Emmanuel Agyemang-Badu |     |     |
| ED                 | 7  | Christian Atsu         |     |     |
| ES                 | 10 | André Ayew             |     | 81' |
| AC                 | 18 | Abdul Majeed Waris     | 55' | 71' |
| AC                 | 3  | Asamoah Gyan (c)       |     |     |
| Schimbări:         |    |                        |     |     |
| A                  | 13 | Jordan Ayew            | 78' | 71' |
| M                  | 6  | Afriyie Acquah         |     | 76' |
| M                  | 22 | Wakaso Mubarak         |     | 81' |
| Antrenor:          |    |                        |     |     |
| James Kwesi Appiah |    |                        |     |     |

| Omul meciului: Cristiano Ronaldo (Portugalia) Arbitri asistenți: Yaser Tulerat (Bahrain) Ebrahim Saleh (Bahrain) Arbitru de rezervă: Wilmar Roldán (Columbia) Al cincilea oficial: Eduardo Díaz (Columbia) |